# Myš
Myš je české rodové jméno pro mnoho drobných hlodavců z čeledi myšovitých, ve vědecké nomenklatuře rozřazených do různých rodů.
Nejznámějším je rod myš (Mus). Jeho nejvýznamnějším zástupcem je kosmopolitně rozšířená myš domácí (Mus musculus) – hospodářský škůdce, mnohými nevítaný host v domě i hospodářských budovách, invazní druh (např. v Austrálii) i domácí mazlíček. Velmi rychle se množí, jeden pár myší může za rok přivést na svět až 72 potomků.
Myši rodu Mus jsou zařazeny do podčeledi pravých myší (Murinae), společně s krysami a potkany. 

## Taxonomie rodu Mus
Rod Mus zahrnuje 38 druhů.
- rod Mus
  - podrod Pyromys
    - Mus Platythrix
    - Mus Saxicola
    - Myš Phillipsova (Mus philipsi)

Lebka myši

    - Myš Shortridgeova (Mus shortridgei)
    - Myš Fernandova (Mus fernandoni)

  - podrod Coelomys
    - Myš Mayorova (Mus mayori)
    - Mus pahari
    - Mus crociduroides
    - Myš vulkánová (Mus vulcani)
    - Mus famulus

  - Podrod Mus
    - Mus caroli
    - Myš plavohnědá (Mus cervicolor)
    - Myš Cookova (Mus cookii)
    - Myš boguda (Mus booduga)
    - Mus terricolor
    - myš domácí (Mus musculus)
    - myš středozemní (Mus spretus)
    - Myš makedonská (Mus macedonicus)
    - Mus spicilegus

  - podrod Nannomys
    - Myš Callewaertova (Mus callewaerti)
    - Mus setulosus
    - Myš šedobřichá (Mus triton)
    - Myš ropuší (Mus bufo)
    - Mus tenellus
    - Mus haussa
    - Myš Mattheyova (Mus mattheyi)
    - Mus indutus
    - Myš Setzerova (Mus setzeri)
    - Mus musculoides
    - myš africká (Mus minutoides)
    - Mus orangiae
    - Mus mahomet
    - Mus sorella
    - Myš kasajská (Mus kasaicus)
    - Myš Neaveova (Mus neavei)
    - Mus oubanguii
    - Mus goundae
    - Myš Baouleova (Mus baoulei)

## Jiné rody myší z podčelediMurinae
- rod Abditomys
- rod Acomys
  - Myš bodlinatá (Acomys cahirinus)
- rod Arvicanthis
- rod Canariomys
- rod Chiropodomys
- rod Chiruromys
- rod Coccymys
- rod Haeromys
- rod Hapalomys
- rod Heimyscus
- rod Hydromys
- rod Hylomyscus
- rod Kadarsanomys
- rod Leggadina
- rod Lemniscomys
  - Myš páskovaná (Lemniscomys striatus)
  - Myš zebrovaná (Lemniscomys barbarus)
- rod Lorentzimys
- rod Malpaisomys
- rod Mayermys
- rod Microhydromys
- rod Muriculus
- rod Neohydromys
- rod Notomys
  - Klokanomyš spinifexová (Nanomys alexis)
- rod Oenomys
- rod Phloeomys
- rod Oenomys
- rod Pogonomelomys
- rod Pogonomys
- rod Pseudohydromys
- rod Rhabdomys
- rod Rhynchomys
- rod Spelaeomys
- rod Vandeleuria
- rod Vernaya
- rod Zelotomys

## Stromové myši
- rod Dendromus
- rod Dendroprionomys
- rod Deomys
- rod Leimacomys
- rod Malacothrix
- rod Megadendromus
- rod Prionomys

## Lamelozubé myši
- rod Otomys
- rod Parotomys